# Annual Review of Physical Chemistry
Annual Review of Physical Chemistry (usuellement abrégé en Annu. Rev. Phys. Chem.) est une revue scientifique à comité de lecture. Ce journal annuel publie des articles de revue dans le domaine de la chimie physique.
D'après le Journal Citation Reports, le facteur d'impact de ce journal était de 16,842 en 2014. L'actuel directeur de publication est Stephen R. Leone (Université de Californie, États-Unis).